# Andromaca prigioniera (Leighton)
Andromaca prigioniera (Captive Andromache) è un dipinto a olio realizzato dal pittore inglese Frederic Leighton nel 1888 circa. Nel 1889 venne acquistato dal consiglio della città di Manchester per 4000 sterline e attualmente si trova alla galleria d'arte mancuniana.

## Descrizione
Come molte tele dell'artista, il soggetto è tratto dalla mitologia greca, in questo caso dal ciclo troiano. Da sinistra verso destra donne e fanciulle si recano ad attingere l'acqua da una fontana rettangolare.  Al centro si staglia una donna avvolta da un manto nero, che guarda una famiglia alla fonte, in particolare una madre con un bimbo tra le braccia che accarezza il volto del padre. Quella donna è Andromaca, la vedova dell'eroe troiano Ettore e la madre del piccolo Astianatte, gettato dalle mura di Troia quando gli Achei espugnarono la città. In effetti, l'opera si rifà a un passo dell'Iliade nel quale Ettore pensa al fato di sua moglie nel caso fosse morto in battaglia, immaginandosela mentre porta dell'acqua a una fontana a lei aliena.
Le donne nella parte destra del dipinto indossano vestiti con sfumature color pesca, rosa e bordò, mentre quelle nella parte sinistra indossano delle vesti blu, verdi e violacee. In basso a sinistra si trova una donna anziana che sta filando e che osserva la vedova troiana. Sullo sfondo è presente un paesaggio montuoso incorniciato da due file di alberi ai lati e pieno di nuvole. Se molte figure femminili sembrano distendersi come se fossero prive di ossa, l'anziana e alcune figure maschili presentano una fisionomia molto più realistica. Il formato orizzontale dell'opera dà alla composizione l'aspetto di un fregio, come quelli che decoravano i sarcofagi antichi.